# (187680) Stelck
(187680) Stelck est un astéroïde de la ceinture principale.

## Description
(187680) Stelck est un astéroïde de la ceinture principale. Il fut découvert le 28 février 2008 à Mayhill par Andrew Lowe. Il présente une orbite caractérisée par un demi-grand axe de 2,23 UA, une excentricité de 0,15 et une inclinaison de 5,5° par rapport à l'écliptique.

## Compléments